# Pacatus (Toreut)
Pacatus war ein antiker römischer Toreut (Metallbildner), der in der zweiten Hälfte des 1. Jahrhunderts in Oberitalien oder Niedergermanien tätig war.
Pacatus ist heute nur noch aufgrund von zwei Signaturstempeln auf Bronzen bekannt, die im heutigen Tschechien gefunden wurden. Dabei handelt es sich um eine Bronzekelle und ein Bronzesieb, die offenbar zusammen gehörten und schon in der Antike als Set verhandelt wurden, was auch durch mehrere andere paarweise Funde von Kellen und Sieben, die für den Weinkonsum gedacht waren, belegt wird. Wie die beiden Stücke nach Nordböhmen gelangten, ist unklar, sei es durch Handel, als Geschenk oder als Beute.  Bei den Stücken handelt es sich um:
1. Bronzekelle, gefunden in einem Körpergrab in Lovosice, Ústecký kraj, Tschechien; heute im Regionalmuseum in Litoměřice.[1]
2. Bronzesieb, gefunden in einem Körpergrab in Lovosice, Ústecký kraj, Tschechien; heute im Regionalmuseum in Litoměřice.[2]

## Einzelbelege
1. ↑  Inventarnummer 880; Richard Petrovszky: Studien zu römischen Bronzegefäßen mit Meisterstempeln. Leidorf, Buch am Erlbach 1993, S. 284–285, Nr. P.01.01.
2. ↑  Inventarnummer 884; Richard Petrovszky: Studien zu römischen Bronzegefäßen mit Meisterstempeln. Leidorf, Buch am Erlbach 1993, S. 284–285, Nr. P.01.02.

| Personendaten    | Personendaten                              |
| ---------------- | ------------------------------------------ |
| NAME             | Pacatus                                    |
| KURZBESCHREIBUNG | antiker römischer Toreut                   |
| GEBURTSDATUM     | 1. Jahrhundert v. Chr. oder 1. Jahrhundert |
| STERBEDATUM      | 1. Jahrhundert oder 2. Jahrhundert         |